# Tavagnacco
Tavagnacco is een gemeente in de Italiaanse provincie Udine (regio Friuli-Venezia Giulia) en telt 13.203 inwoners (31-12-2004). De oppervlakte bedraagt 15,4 km², de bevolkingsdichtheid is 825 inwoners per km².
De volgende frazioni maken deel uit van de gemeente: Adegliacco, Branco, Cavalicco, Colugna, Feletto Umberto.

## Demografie
Tavagnacco telt ongeveer 5673 huishoudens. Het aantal inwoners steeg in de periode 1991-2001 met 8,3% volgens cijfers uit de tienjaarlijkse volkstellingen van ISTAT.
| Jaar | Inwoneraantal |
| ---- | ------------- |
| 1991 | 11.430        |
| 2001 | 12.374        |

## Geografie
De gemeente ligt op ongeveer 137 m boven zeeniveau.
Tavagnacco grenst aan de volgende gemeenten: Martignacco, Pagnacco, Pasian di Prato, Reana del Rojale, Tricesimo, Udine.